# Konstantin Paustovskij
Konstantin Georgijevič Paustovskij (rusky: Константин Георгиевич Паустовский, 31. května greg. / 19. května jul. 1892, Moskva – 14. července 1968, Moskva) byl ruský a sovětský spisovatel ukrajinského (kozáckého) původu,[zdroj?] dramatik a publicista. V roce 1965 byl nominován na Nobelovu cenu za literaturu.

## Díla v českém překladu
- Čas velkých nadějí (Vremja bolšich ožidanij; memoárová próza, Praha, Svět sovětů 1960; in: Román o životě, Praha, Odeon 1972)
- Dávná léta (Daljokije gody; memoárová próza, Praha, Svět sovětů 1956; in: Román o životě, Praha, Odeon 1972)
- Deštivé svítání (VP, Praha, Odeon 1967)
- Kniha toulek (Kniga skitanij; memoárová próza, Praha, Svět sovětů 1965; in: Román o životě, Praha, Odeon 1972)
- Kolchida (Kolchida; N, Praha, Odeon 1976)
- Košík smrkových šišek (Korzinka s jelovymi šiškami; P, Praha, Lyra Pragensis 1981)
- Na jih (Brosok na jug; memoárová próza, Praha, Svět sovětů 1962; in: Román o životě, Praha, Odeon 1972)
- Na prahu neznámého věku (Načalo něvedomogo veka; memoárová próza, Praha, Svět sovětů 1958; in: Román o životě, Praha, Odeon 1972)
- Neklidné mládí (Bespokojnaja junost; memoárová próza, Praha, Svět sovětů 1957; in: Román o životě, Praha, Odeon 1972)
- O samotě s podzimem (VB, Praha, Albatros 1982)
- Romantici (Romatiki; R, Praha, Mladá fronta 1961; Praha, Lidové nakladatelství 1964)
- Růže i sníh (Dym otěčestva; R, Praha, Lidové nakladatelství 1964; Praha, Svoboda 1972)
- Souhvězdí psů (VP, Praha, Naše vojsko 1967)
- Příběh ze Severu (Severnaja povest; P, in: Příběhy z bouře, Praha, Odeon 1975)
- Zlatá růže (Zolotaja roza; próza, Praha, Svět sovětů 1958; Praha, SNKLU 1961